# Ludmiła Marjańska
Ludmiła Maria Marjańska, rozená Mężnicka (26. prosince 1923 Čenstochová – 17. října 2005 Varšava), byla polská básnířka, prozaička a překladatelka anglické literatury.

## Život
V Čenstochové vystudovala střední školu. V roce 1945 se provdala za Janusze Marjańského, měli dvě děti – Marii a Macieje. V roce 1961 dokončila studium anglické filologie na Varšavské univerzitě. V roce 1953 debutovala vydáním básně v časopise Twórczość a jako překladatelka v roce 1956 svazkem básní Roberta Burnse. V letech 1957 až 1979 redigovala literární pořady v Polském rozhlase. V letech 1993 až 1996 byla předsedkyní Svazu polských spisovatelů a také členkou Svazu polských překladatelů a P.E.N. Její překlady Emily Dickinsonové, Walta Whitmana, Williama Butlera Yeatse, Richarda Wilbura a Marianne Mooreové jsou vysoce ceněny.

## Dílo

### Básně
- Chmurne okna (1958)
- Gorąca gwiazda (1965)
- Rzeki (1969)
- Druga podróż (1977)
- W koronie drzewa (1979)
- Dmuchawiec (1984, wiersze dla dzieci)
- Blizna (1986)
- Zmrożone światło (1992)
- Prześwit (1994)
- Stare lustro (1994)
- Przez całe życie miłość (1998)
- Wybór wierszy 1958-1997 (1988)
- Spotkanie z Weroniką (1999)
- Żywica (2001)
- Córka bednarza (2002)
- A w sercu pełnia (wybór wierszy, 2003)
- Otwieram sen (2004)

### Romány
- Powrócić do miłości (1971); v českém překladu vyšlo v roce 1975[1]
- Stopa trzeciej Gracji (1980)
- Pierwsze śniegi, pierwsze wiosny (1985)
- Życie na własność (1987)
- Zakochany zuch – dla dzieci (1989, 1997)
- Pimpinella i Tatarzy – dla dzieci (1994)
- To ja, Agata (1997)